# Taylor Handley
Pour les articles homonymes, voir Handley.
Taylor Handley (Taylor Laurence Handley) est un acteur américain, né le 1er juin 1984 à Santa Barbara (Californie). En 2001, il a été nommé pour les "Young Artist Award" dans la catégorie Meilleure performance dans une série télévisée (Comédie).

## Filmographie

### Cinéma
- 1998 : Jack Frost de Troy Miller : Rory Buck
- 2000 : Le fantôme du cinéma Walt Disney Television de Blair Treu : Peter Riley
- 2005 : September Dawn de Christopher Cain : Micah Samuelson
- 2007 : Massacre à la tronçonneuse : Le Commencement, de Jonathan Liebesman : Dean
- 2012 : Chasing Mavericks de Michael Apted et Curtis Hanson : Sonny
- 2018 : Bird Box de Susanne Bier : Jason

### Télévision
- 2001 : New York Police Blues (épisode 12, saison 9) : Nick Bowen
- 2001 : Frasier (épisode 14, saison 9) : Trent
- 2002 : Les Experts (épisode 3, saison 3) : Max Newman
- 2002 : Dawson (épisode 18, saison 6) : Patrick
- 2003 : Newport Beach (épisodes 13, 14, 15, 16, 17, 18 : saison 1) : Oliver Trask
- 2005 : Blind Justice, épisode 12 : Tyler Mills
- 2005 : Cold Case : Steven Jablonski (saison 3, épisode 16)
- 2007 : Hidden Palms : Enfer au paradis : Johnny Miller
- 2012 : Vegas : Dixon Lamb
- 2017 : APB : Alerte d'urgence : Roderick Brandt
- 2021 : Mayor of Kingstown (série TV) : Kyle McLusky
- 2024 : Griselda (série TV) : Billy Jensen

## Liens
- Ressources relatives à l'audiovisuel :   - AllMovie
  - Allociné
  - Filmweb.pl
  - IMDb
- Notices d'autorité :   - VIAF
  - ISNI
  - BnF (données)
  - LCCN
  - GND
  - WorldCat